# Tite (Guinea-Bissau)
Tite ist eine Kleinstadt im Südwesten Guinea-Bissaus mit 938 Einwohnern (Stand 2009). Sie ist Sitz des gleichnamigen Sektors mit einer Fläche von knapp 700 km² und 14.862 Einwohnern (Stand 2009), vornehmlich Biafada mit bedeutenden Minderheiten von Mandinka und einigen Balanta, Fulbe u. a.
Tite bietet keine besonderen Sehenswürdigkeiten, von der umliegenden Natur allgemein abgesehen.

## Geschichte
Mit einem Angriff auf die Kaserne der Portugiesischen Streitkräfte in Tite nahm die PAIGC-Guerilla im Jahr 1963 den bewaffneten Kampf auf. Damit begann der Portugiesische Kolonialkrieg auch in Guinea-Bissau, wo er bis 1974 andauerte und besonders intensiv geführt wurde.

## Gliederung
Der Sektor Tite besteht aus 63 Ortschaften. Zu den bedeutendsten gehören:
- Bissassema de Cima (1521 Einwohner in zwei Ortsteilen)
- Bissilão Flaque Minde (726 Einwohner)
- Brandão (642 Einwohner)
- Enxude (568 Einwohner)
- Foia (788 Einwohner)
- Iusse (663 Einwohner)
- Nam Balanta (540 Einwohner)
- Porto Djabada (1277 Einwohner in zwei Ortsteilen)
- Tite (938 Einwohner)
- die Insel Ilheu de Mancebo (91 Einwohner)